# Necrovision
NecroVisioN — компьютерная игра в жанре шутера от первого лица, первая из одноимённой серии игр, разработанная польской студией The Farm 51. Выпущена 20 февраля 2009 года для компьютеров Microsoft Windows. Выход локализационной версии игры от Aspyr Media в США состоялся 25 мая 2009 года, в Канаде — 10 августа 2009 года.
Действие разворачивается в разнообразных декорациях: сначала на полях сражений Первой мировой, затем — в жестоком мрачном мире, где воюют вампиры и демоны. Реалистичные пейзажи, выполненные в стиле ретро, и фантасмагорические ландшафты, населённые кошмарными существами, отсылают к произведениям Говарда Лавкрафта. Игроку предлагается сражаться аутентичным оружием времён Первой мировой, а также использовать артефакты, созданные сумасшедшим профессором с использованием технологии вампиров.
В феврале 2010 года вышел приквел NecroVisioN: Lost Company (в российской версии — «NecroVisioN: Проклятая рота»). В NecroVisioN, как и в NecroVisioN: Lost Company, используется игровой движок NecroEngine, — улучшенная версия игрового движка PainEngine, который использовался в игре PainKiller.

## Разработка
Ещё до официальной покупки People Can Fly, разработчика известной компьютерной игры Painkiller, компанией Epic Games, часть сотрудников ушла оттуда и основала The Farm 51, которая впоследствии выпустила NecroVisioN.
Анонс состоялся в 2007 году. Издателем игры NecroVisioN является компания 505 Games. Локализатором, региональным издателем и распространителем на территории США и Канады стала Aspyr Media, а в России и странах СНГ — «1С».

## Сюжет
Главный герой — молодой американец Саймон Бэкнер. В 1916 году он покинул родину и добровольцем отправился воевать в Европу. Во время тяжёлых и продолжительных боёв отряд, в котором сражался Саймон, оказался отброшен далеко за линию фронта от реки Соммы. В декабре 1916 года отряд Бэкнера, из состава 4-го британского батальона, попал в газовую атаку. Солдаты остаются без связи, провизии и оружия. Утомлённые и обессиленные бойцы случайно находят подземную исследовательскую лабораторию безумного немецкого учёного, где выясняется, что под полями сражений таится куда более страшное зло, чем обычная человеческая война.

## Игровой процесс
Характерные особенности — использование обеих рук во время сражений (пистолет в правой руке и взрывчатка и второй пистолет/оружие ближнего боя в левой) и наличие трёх вариаций ближних атак: пинок, удар оружием ближнего боя, которое можно взять в левую руку, и удар оружием, использующим обе руки или же находящимся в правой руке. В дальнейшем всё оружие для левой руки сменится вампирской перчаткой, которая преобразует адреналин, получаемый при уничтожении противников, в специальные атаки. Перчатка имеет различные модификаторы, которые можно менять во время игры. Они открываются по ходу сюжета либо за выполнение испытаний. Также присутствуют миссии с использованием транспорта — игрокам дают возможность управлять «механическим стражем».

## Критика
| Сводный рейтинг       | Сводный рейтинг |
| Агрегатор             | Оценка          |
| --------------------- | --------------- |
| GameRankings          | 65,92 %         |
| Metacritic            | 63/100          |
| MobyRank              | 64 %            |
| Иноязычные издания    |                 |
| Издание               | Оценка          |
| 4Players              | 7/10            |
| Eurogamer             | 5/10            |
| GameSpot              | 7,0/10          |
| GamesRadar+           | [ 10 ]          |
| GameStar              | 69/100          |
| GameZone              | 6,9/10          |
| IGN                   | 6,9/10          |
| Jeuxvideo.com         | 14/20           |
| VideoGamer            | 7/10            |
| Best Gamer            | 82/100          |
| Game Grin             | [ 17 ]          |
| PC World              | 60/100          |
| Resolution Magazine   | 60/100          |
| VicioJuegos           | 65/100          |
| Русскоязычные издания |                 |
| Издание               | Оценка          |
| Absolute Games        | 33 %            |
| Gametech              | без оценки      |
| «PC Игры»             | 7,5/10          |
| PlayGround.ru         | 5,3/10          |
| StopGame.ru           | без оценки      |
| «Игромания»           | 5/10            |
| «Игры Mail.ru»        | 8/10            |
| «Страна игр»          | 6,5/10          |

## Приквел
В 2010 году вышел приквел NecroVisioN: Проклятая рота. В нём представлено 10 новых уровней для одиночного прохождения. В сражениях с монстрами можно использовать боевую технику, включая танк Рено FT и самолёт Halberstadt CL.II. Для многопользовательских сражений добавлены 3 карты, а также новый режим «Газовая атака». Графический движок поддерживает DirectX 10. По сюжету, один из солдат германской армии обнаруживает, что жестокая война между людьми стала причиной пробуждения таинственных сил зла и вступает с ними в неравный бой.